# Enrique Piñeyro (Marqués de la Mesa de Asta)
Enrique Piñeyro y de Queralt (Madrid, 29 de mayo de 1898 - Barcelona, 6 de mayo de 1960), IX Marqués de la Mesa de Asta, fue un militar y aristócrata español. Al inicio de la dictadura franquista fue impuesto por el régimen como presidente del Fútbol Club Barcelona, cargo que desempeñó en dos mandatos: de 1940 a 1942 y de 1942 a 1943.

## Biografía
Miembro de una familia aristócrata de rancio abolengo. Su padre, Lorenzo Piñeyro y Fernández de Villavicencio, era grande de España, X marqués de Bendaña, VIII Marqués de la Mesa de Asta —título que le cedió en 1922—, Coronel del Estado Mayor y ayudante de campo del Infante Carlos de Borbón-Dos Sicilias. Su madre, María Dominga de Queralt, era III marquesa de Bonanaro y II condesa de Torralba de Aragón.
Siguiendo los pasos de su padre, hizo carrera militar. Ingresó como caballero en la Real Maestranza de Granada. Antes de la Guerra Civil Española fue teniente de caballería, primero en el regimiento Húsares de la Princesa en Madrid y posteriormente en el de Dragones de Santiago, en Barcelona. En la capital catalana fijó su residencia, tras contraer matrimonio con María de la Paz Fabra, hija de los Marqueses de Masnou. En 1933 participó en la ejecutiva de Derecha de Cataluña, partido adscrito a Renovación Española que concurrió a las elecciones generales de ese año por la circunscripción de Barcelona, formando el Bloque Nacional de Derechas.
En la Guerra Civil (1936-1939) luchó con el bando sublevado. Durante la contienda fue ascendido a capitán de caballería y posteriormente a comandante habilitado, como ayudante de campo del General José Moscardó en la Campaña de Cataluña. Tras la toma de Barcelona por las tropas franquistas, fue adscrito a la secretaría particular del Gobierno Militar de la ciudad.
En febrero de 1940 la Federación Española de Fútbol le nombró presidente del Fútbol Club Barcelona, cargo del que tomó posesión el 13 de marzo. Se mantuvo en dos mandatos, hasta el 20 de agosto de 1943. Tras su paso por el club azulgrana siguió ejerciendo cargos de responsabilidad en el mundo del deporte. El 1946 fue nombrado directivo de la Federación Española de Fútbol. Fue representante en Cataluña de la Delegación Nacional de Deportes, presidida por el General Moscardó. Fue también dirigente de la Federación Hípica Española y vicepresidente del Real Automóvil Club de Cataluña.
Al margen de su trayectoria deportiva, fue consejero en varias sociedades como la Compañía Nacional de Hilaturas, la Compañía de Seguros La Polar, Mina Previsión y la Asociación Mutual de Seguros Layetana.